# Benque-Dessous-et-Dessus
Benque-Dessous-et-Dessus là một xã thuộc tỉnh Haute-Garonne trong vùng Occitanie ở tây nam nước Pháp. Xã nằm ở khu vực có độ cao từ 800-1805 mét trên mực nước biển.
Diện tích là 3,72 km2.